# آموس رکس
آموس رکس (Amos Rex) یک موزه هنری به نام ناشر و حامی هنر آموس اندرسون است که در بنای لاسیپالاتسی در خیابان مانرهایمینتی در هلسینکی واقع شده‌است.
این موزه در سال ۲۰۱۸ افتتاح شد و به سرعت به محبوبیت بین‌المللی رسید و بازدید ماهانه آن تا ۱۰۰۰۰ نفر برآورد شد.

## پیشینه
در سال ۱۹۱۳، اندرسون طراحی ساختمانی در ایرژنکاتو را آغاز کرد. این ساختمان هم به عنوان محل زندگی خصوصی اندرسون و هم به عنوان فضای اداری برای مشاغل و فعالیت‌های وی در نظر گرفته شده بود. پس از مرگ اندرسون در سال ۱۹۶۱، این ساختمان به بنیاد هنری آموس اندرسون که مشهور به آموس رکس است تبدیل شد که در سال ۱۹۶۵ رسماً افتتاح و درهای خود را به روی عموم باز کرد. ساخت موزه جدید در ژانویه ۲۰۱۶ آغاز شد و در اوت ۲۰۱۸ افتتاح شد.

## مجموعه‌ها
مجموعه‌های موزه هنری آموس اندرسون در درجه اول شامل هنر قرن بیستم بوده که برخی از قدیمی‌ترین آثار متعلق به مجموعه شخصی آموس اندرسون است. وی ۲۵۰ اثر هنری مدرن را مطابق با وصیت‌نامه خود به بنیاد هنری آموس اندرسون اعطا کرده بود. این موزه دارای نقاشی‌هایی از فرانچسکو باسانو، پل سینیاک، لوئیس والتات، راجر فرای، آلفرد فینچ، راگنار اکلوند، مگنوس انکل، ایرو نلیمارکا، تایکو سالینن، تووه یانسون است. این موزه سالانه ۸–۱۲ نمایشگاه ترتیب می‌دهد.

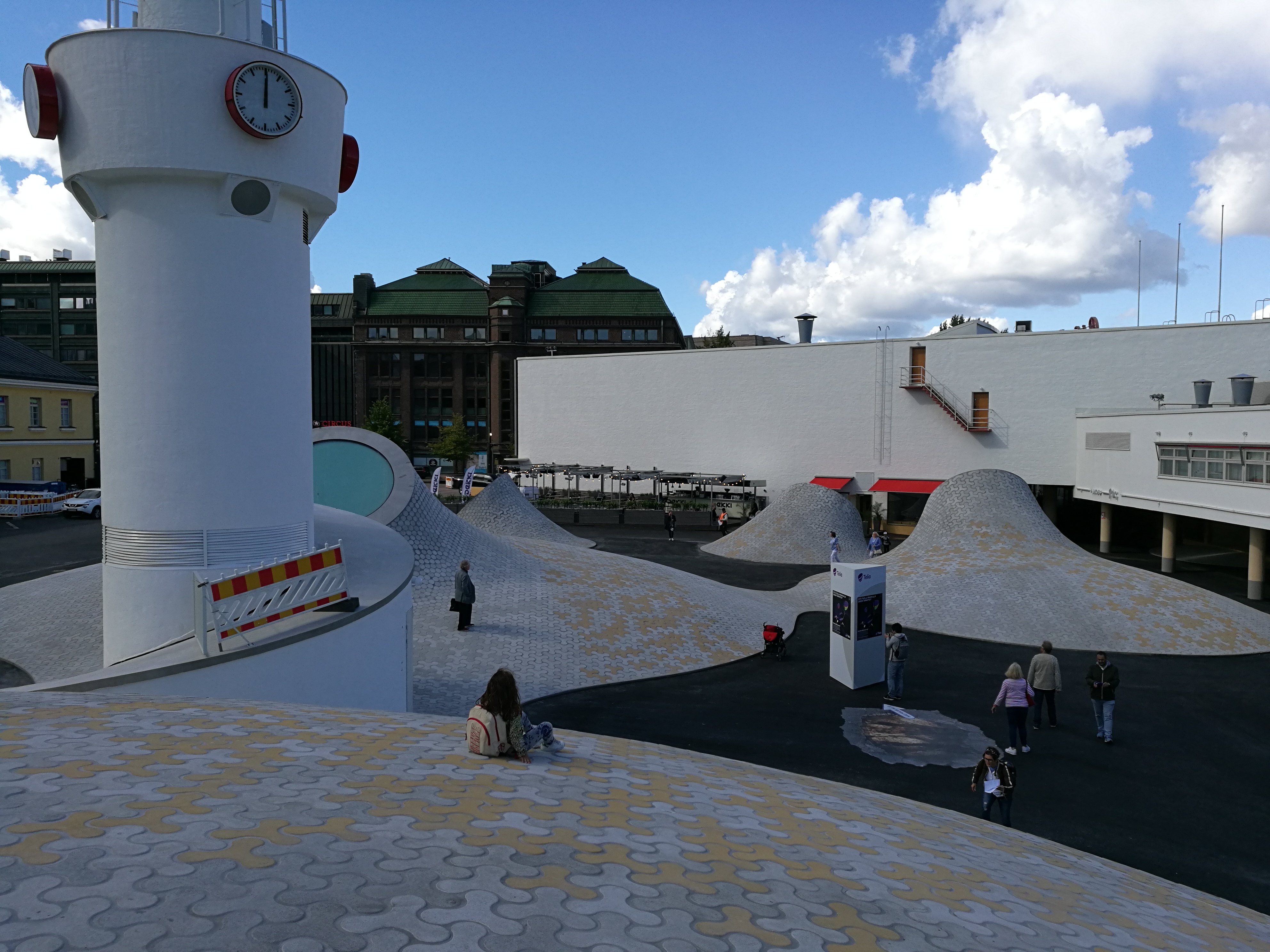
نمایی از بخش جدید موزه در سال ۲۰۱۸. با استفاده فضای زیرزمینی در لاسیپالاتسی در خیابان مانرهایمینتی